# Bell XV-15

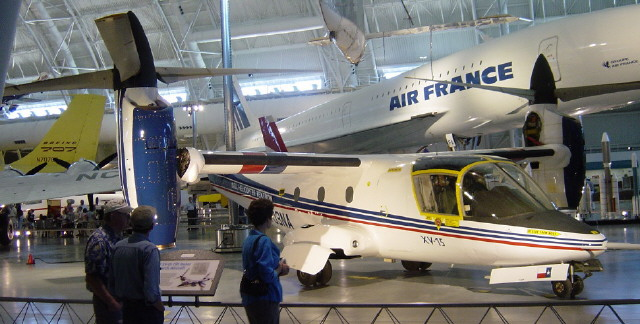
Il Bell XV-15 esposto al National Air and Space Museum.

Il Bell XV-15 era un convertiplano con motori basculanti. Progettato negli anni settanta dall'azienda statunitense Bell Aircraft Corporation con la designazione Model 301 è considerato il primo convertiplano a motori basculanti di successo. La bontà del progetto ha portato allo sviluppo dei successivi Bell-Boeing V-22 Osprey e Bell-Agusta BA609, i primi due convertiplani prodotti in serie.

## Sviluppo
Realizzato come Model 301, l'XV-15 risultó da un contratto in comune tra l'US Army e la NASA per lo sviluppo di un convertiplano a rotori basculanti allo standard di produzione basato su una fusoliera tradizionale con carrello retrattile.
L'XV-15 aveva un impennaggio bideriva e un'ala a sbalzo con gondole rotanti alle estremità, ciascuna alloggiante una turboelica azionante una grande elica/rotore. L'ala incorporava inoltre ipersostentatori/alettoni e ipersostentatori;un dispositivo avanzato era costituito dal sistema di aumento della stabilità e del controllo.Ne furono costruiti due esemplari;il primo compì un volo stazionario iniziale nel maggio 1977, mentre il secondo completò le prove di transizione completa nel luglio 1979.